# Cueva de Radochów

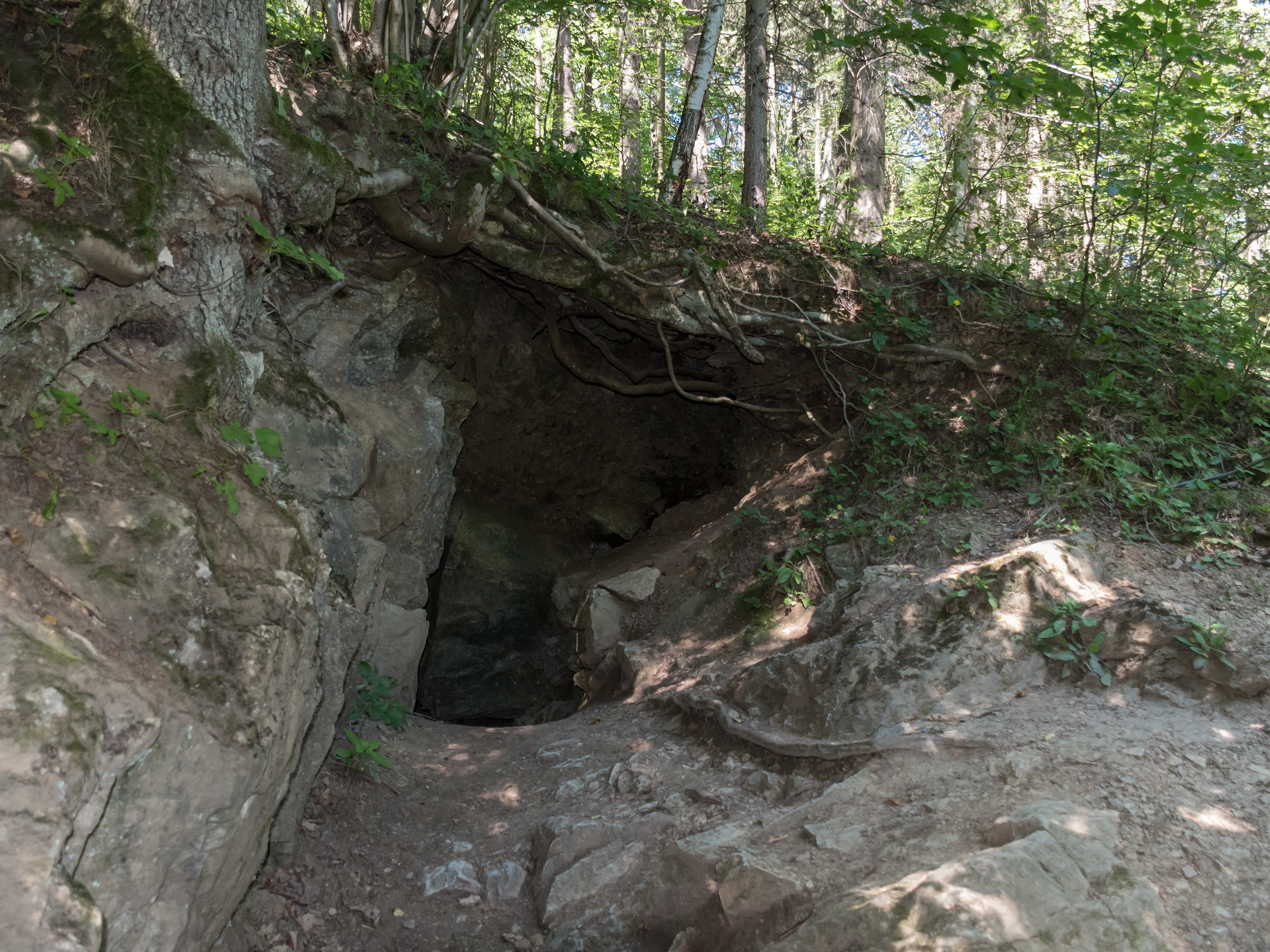
Entrada a la cueva

Cueva de Radochów (alemán: Kunzendorfer Höhle, Reyersdorfer Tropfsteinhöhle): una cueva kárstica abierta para los turistas en forma de lente de mármol, en el valle del arroyo Jaskiniec, al pie de Bzowiec en las Montañas Doradas (Sudetes Orientales), cerca del pueblo de Radochów (municipio Lądek-Zdrój).

## Geología

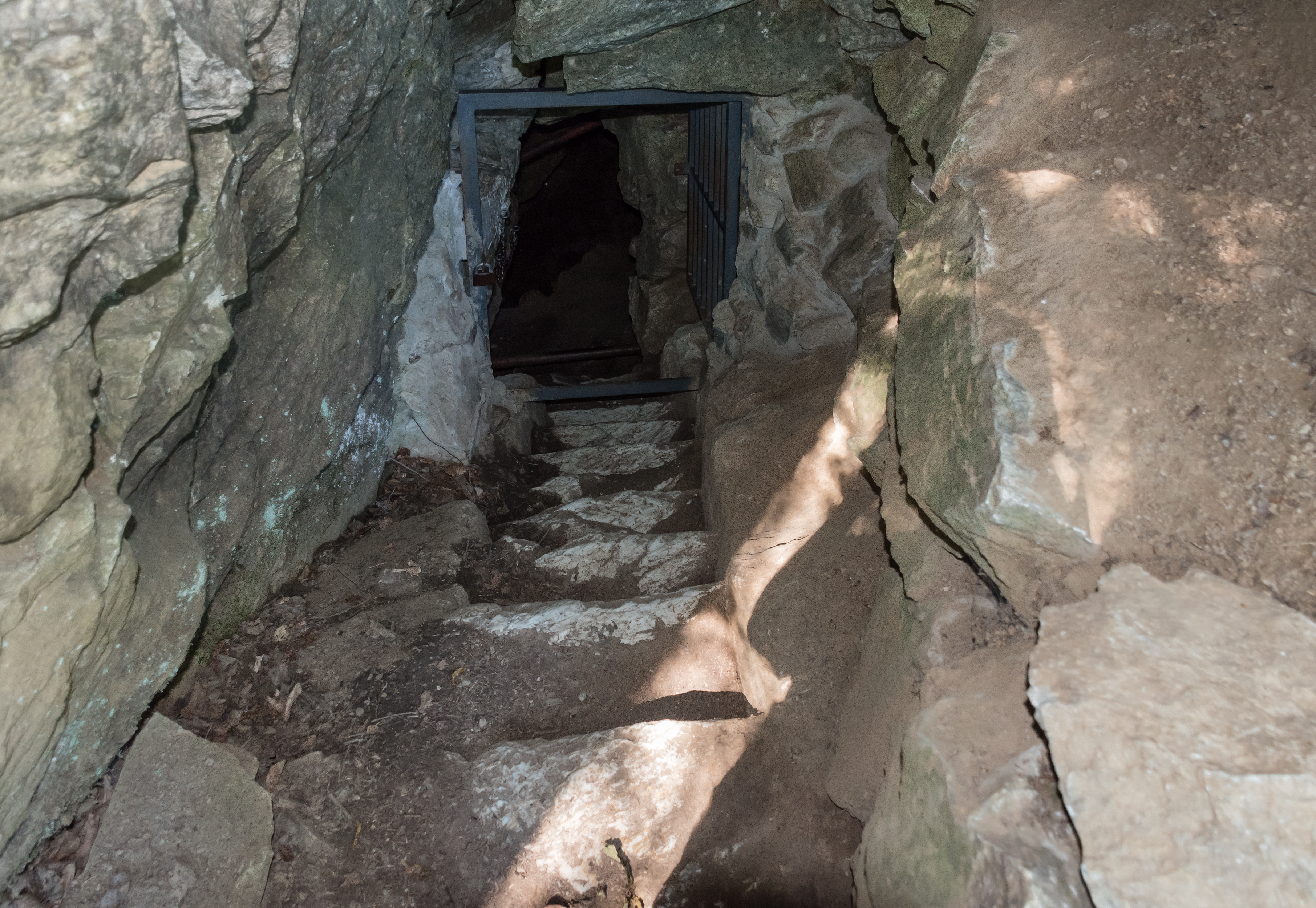
Entrada a la cueva

La cueva de Radochów se formó en el Plioceno (hace entre 5 y 1,6 millones de años) por la lixiviación de mármoles solubles en agua en una lente de mármol blanco, en parte en contacto con las micacitas (roca gris-amarilla y friable). Se formó bajo la acción erosiva de las aguas que llenaban toda la sección transversal de sus corredores y fluían a alta presión. A finales del Plioceno, la intensificación de la erosión de las laderas vecinas provocó la profundización del valle y, en consecuencia, el descenso del lecho de un arroyo cercano. Las aguas kársticas bajaron, lo que provocó la deshidratación de la zona próxima a la apertura de la cueva y la creación de vacíos. Los corredores se desarrollaron a lo largo de grietas y fisuras tectónicas. En su intersección, se formaron pasillos más grandes.
En los corredores drenados de esta manera, comenzó el proceso de deposición de los llamados namuliska, es decir, lugares donde se acumula el limo. La sedimentación de la cueva de Radochów se compone de micacitas que se desprenden del techo y las paredes de la cueva. Se compone también de sedimentos arcillosos procedentes de la superficie que fueron depositados por el agua, escombros, carbonato cálcico precipitado y sustancias orgánicas (por ejemplo, huesos de animales). El limo llenaba las cámaras y los corredores de la cueva casi por completo. La mayor parte se eliminó entre 1933 y 1939. El proceso de formación de limo sigue produciéndose en la actualidad.

## Historia
Descubierto en la segunda mitad del siglo XVIII. La primera referencia a la cueva procede del año 1757. Poco después se convirtió en un destino popular para los visitantes de Lądek-Zdrój y los turistas en general. Debido a los numerosos visitantes, la cueva estaba bastante arruinada: su antiguo prestigio se puede demostrar por sus otros nombres: Reyersdorfer Tropsteinhöhle - Radochowska Jaskinia Naciekowa o Grota Stalaktytowa (español: Cueva de las Estalactitas). De 1933 a 1947, la cueva tuvo un cuidador y guía permanente, el minero jubilado Heinrich Peregrin. El contenido del sendimento fue explorado en 1935 por G. Frenzel y un año después por L. Zotz. Se encontraron los huesos de unos 20 animales prehistóricos diferentes, y en la parte delantera de la cueva los huesos de varias especies de aspecto contemporáneo. En la sedimentación L. Zotz también encontró productos de cuarcita y carbones del pino cembro, y en uno de los nichos un cráneo de oso de las cavernas cubierto con una placa de roca con 3 vértebras cervicales y una mandíbula al lado. Esto hizo suponer la presencia del hombre paleolítico en esta cueva. Esta teoría no está confirmada en la actualidad.

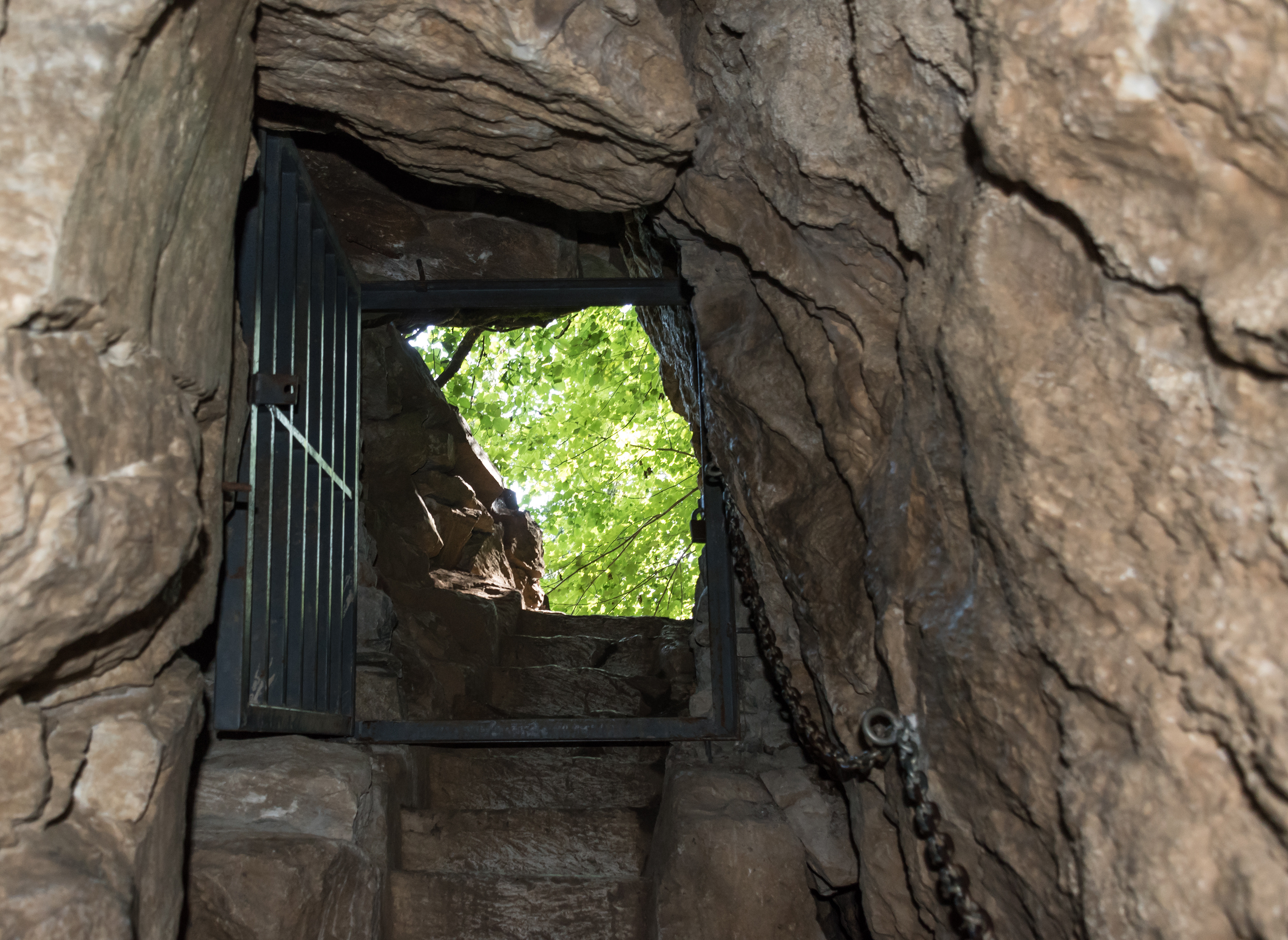
Salida de la cueva

Antes de la Segunda Guerra Mundial, la cueva se utilizaba para el turismo. En los alrededores se construyó un edificio de madera que servía de vivienda para el vigilante. También había una sala de espera para los turistas, donde se exponían los hallazgos paleontológicos en vitrinas. Las vitrinas fueron robadas en la década de 1950 y el edificio se quemó en julio a finales de la década de 1960.
Es probable que en noviembre de 1945 un grupo de sabotaje Werwolf de cinco hombres que tenía su base en la cueva fuera capturado. Sin embargo, esto no está confirmado por otras fuentes.

## Condiciones naturales
La cueva posee (no muy ricas, destruidas) espeleotemas: lanosas, en cascada y drapeadas, así como restos de estalactitas y estalagmitas. Es una de las mayores y más conocidas cuevas de los Sudetes. En su interior se encontraron huesos de oso de las cavernas, hiena de las cavernas, caballo salvaje y rinoceronte lanudo. Aquí viven muchos representantes interesantes de la fauna, como niphargus tatrensis, dípteros y troglochaetus beranecki. También es un lugar de invernada para los siguientes murciélagos: ratonero grande, ribereño, orejudo dorado, murciélago de bosque y murciélago hortelano.
Actualmente hay tres entradas artificiales a la cueva. La temperatura en el interior es constante, de unos 9 °C. La cueva consta de un estrecho corredor de conexión casi paralelo a la ladera, que discurre casi horizontalmente, así como de varios corredores transversales más cortos, numerosos nichos y cámaras. La más atractiva es la llamada Cámara Gótica, situada en la prolongación de la entrada central. Está formada por una sala triangular con un lago kárstico de unos 30 m² y una profundidad de unos 2 m. El sistema de fisuras kársticas sigue activo y el nivel del agua fluctúa varía estacionalmente. Toda la cueva está protegida como monumento natural inanimado.

## El turismo
La cueva está abierta de mayo a septiembre todos los días de 10:00 a 18:00 (última entrada a las 17:20). Los grupos son conducidos por guías cualificados. En la pradera situada frente a la cueva hay un chalé turístico abierto al público. Las siguientes rutas de senderismo conducen a la cueva:
- ruta verde desde la parada de autobús de Radochów en la vía Kłodzko-Lądek-Zdrój (aprox. 30 minutos),
- ruta azul desde Lądek-Zdrój a través de Radochów y kalwaria en Cierniak (unos 80 minutos).
Desde Radochów se puede llegar por un camino de tierra y grava.
En la década de 1990, justo al lado de la cueva se abría en verano una base de tiendas de campaña para estudiantes del AKG Halny.